# 土屋神社 (土浦市)
土屋神社（つちやじんじゃ）とは、茨城県土浦市中央にある亀城公園内にある神社である。

## 概要

### 歴史
土屋神社は、江戸時代に土浦城の城主にして土浦藩の藩主であった土屋氏が氏神を祀る社であった。
廃藩置県の2年後、明治6年(1873年)1月に、太政官符令第84号で土浦城は廃止され、その後土浦城址は旧藩主である土屋氏の個人所有地であったが、旧藩主土屋挙直(土屋氏11代、水戸藩主・徳川斉昭の17男)の子正直から、明治31年（1898年）に、当時川口町にあった土屋神社を城内に移すことを条件に、土浦城址を公園とする寄贈の申し出があり、公園化の資金として金壱萬円が添えられた。 
完成した公園において、土浦城の本丸跡北隅に土屋神社は遷座することとなり、現在もひっそりと鎮座している。

### 現状と意義
土屋神社の祭神は土屋氏の祖先である。
一、土屋惣蔵昌恒公
二、土屋民部少輔忠直公
三、土屋但馬守数直公
(文献：土屋神社(編者：一色沖三郎／発行：土浦藩友会))
土屋氏の繁栄を導いた氏神であり、現在もこうして祀られるに至った経緯には、土屋神社の祭神に対する、土屋氏の篤い崇敬の想いをみることができるといえよう。
土屋神社の移転は公園化のきっかけとなっているがゆえに、亀城公園全体が社にとっての「鎮守の杜」であり、境内であるとみることもできる。
ただし、もともとは川口町に存在していたものであり、土屋神社は「亀城公園」に含まれるものではあっても、「土浦城址」に含まれる土浦城の遺構であるとはいいがたい。
亀城公園を「土浦城址」として訪れる者にとっては、土屋神社は土浦城に関連する史跡ではあっても、城の遺構としては公園内の他の施設に注目がいくものであるが、土屋神社の祭神が土浦城の城主であった土屋氏を繁栄に導き、結果として土浦城の繁栄も導いたことを考えれば、現在も城の遺構を含む公園を守る氏神として、その意義は無視できないものである。

## 社の構成
- 社殿 「土屋神社」の扁額あり。
- 石段

　※賽銭箱はない。